# André Brochant de Villiers
André Jean Marie Brochant de Villiers (* 6. August 1772 in Mantes-la-Ville; † 16. Mai 1840 in Paris) war ein französischer Geologe und Mineraloge.

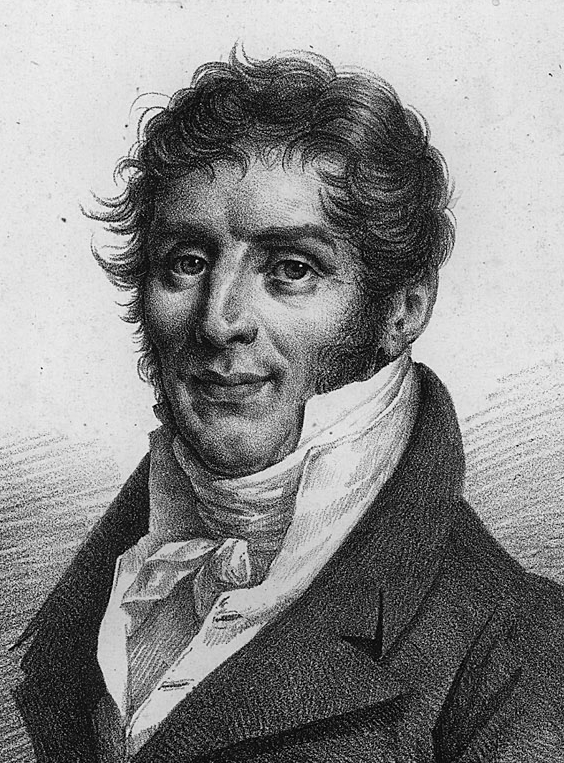
André Brochant de Villiers

## Leben
Brochant de Villiers war früh verwaist und erhielt eine gute klassische Ausbildung auf dem Kolleg der Oratorianer in Juilly. Er studierte 1791/92 an der Bergakademie Freiberg Mineralogie unter Abraham Gottlob Werner. Danach setzte er sein Studium in Paris an der École des Ponts et Chausées fort, der einzigen Spezialschule, die während der Revolution noch bestand. Als 1794 die École polytechnique von Gaspard Monge gegründet wurde, war er für den Kader vorgesehen, nachdem er sehr gut in der harten Aufnahmeprüfung bestanden hatte, er zog es aber vor zur 1794 ebenfalls neu gegründeten École des Mines zu wechseln. 1804 wurde er dort Professor der Geologie und Mineralogie. Die Schule war von Paris in das kleine Bergdorf Pesey in Savoyen (Provinz Tarentaise) verlegt worden (wo man den Vorteil hatte, vor Ort die Alpengeologie studieren zu können), und er kehrte mit der Schule erst 1815 nach Paris zurück. De Villiers begründete auch die Mineraliensammlung der École des Mines. An seine Schüler gibt er die Lehren seines Lehrers Werner weiter. 1835 trat er von seiner Professur zurück, Nachfolger wurden seine Schüler Léonce Élie de Beaumont (Professor für Geologie) und Armand Dufrénoy (Professor für Mineralogie). Später fungierte er als Generalinspekteur der Bergwerke und Direktor der Spiegelmanufaktur in Saint-Gobain. Er wurde im Jahre 1816 Mitglied der Académie des sciences. 1820 wurde er Fellow der Royal Society of Edinburgh.
Ihm ist in erster Linie die Description géologique de la France (Geologische Beschreibung Frankreichs) und erste vollständige Karte Frankreichs zu verdanken, die er mit Léonce Élie de Beaumont und Armand Dufrénoy geschrieben hat. Erste Vorschläge machte er 1811. Nachdem George Bellas Greenough 1819 seine geologische Karte Englands veröffentlichte, nahm auch in Frankreich der Wunsch zu, eine solche Karte zu schaffen. De Villiers, de Beaumont und Dufrenoy reisten nach England, um sich mit den stratigraphischen Methoden vertraut zu machen. Die Arbeit begann ernsthaft Mitte der 1820er Jahre (in den Sommern 1825 bis 1829, die Zeit danach diente vor allem der Ausarbeitung) und wurde vor allem von seinen beiden Schülern Beaumont und Dufrénoy mit Assistenten ausgeführt. De Villiers hatte aber die Gesamtleitung und beriet das Projekt. Erste Ergebnisse wurden von De Villiers 1835 der Academie des Sciences vorgestellt, die Karte erschien aber erst nach dem Tod von De Villiers 1842.

## Schriften
- Traité élémentaire de minéralogie, suivant les principes du professeur Werner, rédigé d'après plusieurs ouvrages allemands (dt.: Grundlegende Abhandlung über Mineralogie, nach den Prinzipien von Professor Werner, verfasst nach einigen deutschen Veröffentlichungen)(2 Bände, 1800–1802)
- Traité abrégé de cristallographie (dt.: Kurze Zusammenfassung der Kristallografie) (1818)
- Mémoires pour servir à une description géologique de la France, rédigés sous la direction de M. Brochant de Villiers par MM. Dufrénoy et Élie de Beaumont (dt.: Erinnerungen als Grundlage für eine geologische Beschreibung Frankreichs, verfasst unter der Anleitung von Monsieur Brochant de Villiers mit Monsieur Dufrénoy und Èlie de Beaumont) (4 Bände, 1830–1838)
- Carte géologique de la France exécutée sous la direction de Mr. Brochant de Villiers, Inspecteur général des Mines, par MM. Dufrénoy et Elie de Beaumont, Ingénieur des Mines (dt.: Geologische Karte Frankreichs, erstellt unter der Anleitung von Monsieur Brochant de Villiers, Generalinspekteur der Bergwerke mit Monsieur Dufrénoy und Èlie de Beaumont, Bergbauingenieur) (1870)

Aus seiner Feder stammen auch einige Mineralbeschreibungen wie die zum grauen Antimonit (gleichbedeutend mit Stibnit), zum Kupferlazur (gleichbedeutend mit Azurit), zum La prase (gleichbedeutend mit Prasiolith) und zum blättrigen Zeolit (gleichbedeutend mit Stilbit).

## Ehrungen
- Eine Straße in Paris trägt seinen Namen (Rue Brochant, in der der Artist Barbara zur Welt kam). Sie befindet sich im 17. Stadtbezirk, in der Nähe der Metrostation.
- Das Mineral Brochantit ist nach ihm benannt worden.